# Microcyphus
Genre
Microcyphus est un genre d'oursins (échinodermes) de la famille des Temnopleuridae.

## Caractéristiques

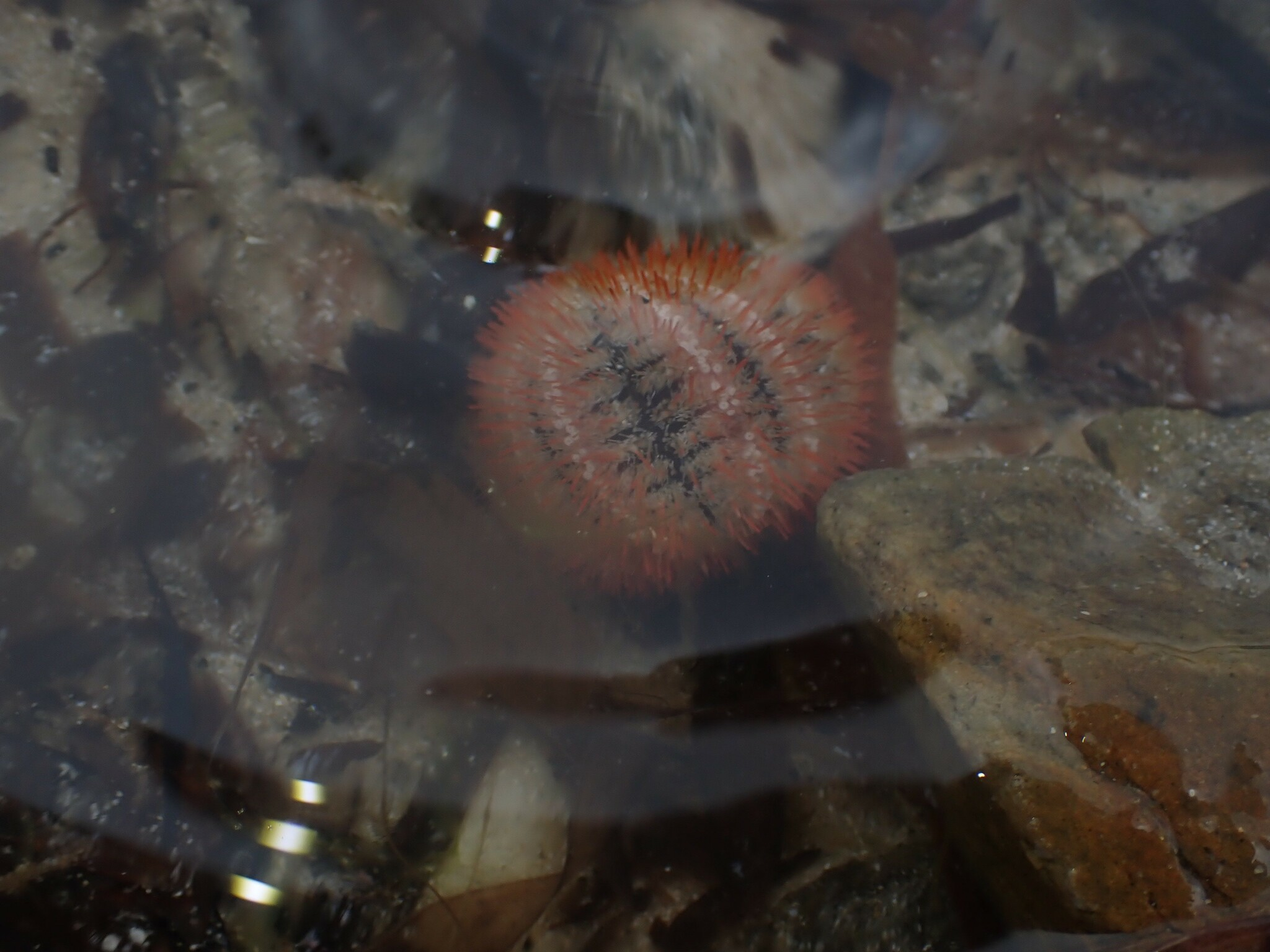
Microcyphus zigzag en Australie.

Ce sont de petits oursins réguliers, de forme plus ou moins hémisphérique, avec la bouche située au centre de la face inférieure (« face orale ») et l'anus à l'opposé (face dite « aborale »), légèrement excentré au sein de l'« appareil apical » situé au sommet de la coquille (appelée « test »).
Le test est de taille moyenne, légèrement gonflé de profil, avec un ambitus arrondi.

Le disque apical est petit et dicyclique, des gonopores marginaux. Les plaques génitales portent des tubercules développés autour de leur bord intérieur, formant un cercle périanal. Le périprocte est central, subcirculaire, et sans plaque suranale distincte.

Les ambulacres sont étroits comparés aux interambulacres.

Les plaques ambulacraires sont trigéminées. les paires de pores sont arrangées en deux colonnes verticales, la paire du milieu déplacée adradialement pour former la seconde colonne.

Deux tubercules de taille similaire dont présents sur chaque plaque ambulacraire à l'ambitus et sur la face orale.
 
De petites fosses triangulaires sont visibles à la triple suture ambulacraire en bas du perradius.
 
Les plaques interambulacraires sont très hautes et portent des tubercules éparpillés et une granulation importante ; les plaques ambitales et adapicales portent des zones noes en forme de cale le long des sutures horizontales.
 
De petites fossettes sont présents à toutes les sutures triples et le long des sutures interambulacraires horizontales.
 
De larges fosses en forme de cale sont présentes le long des sutures horizontales interambulacraires. De plus petites fosses triangulaires sont visibles à la triple suture ambulacraire en bas du perradius. 

Le péristome mesure 40 % du diamètre du test, et porte des encoches buccales très réduites. Les plaques buccales sont petites, et la membrane péristomiale presque nue. 
Les radioles sont courtes et simples, sans cortex.
Ce genre semble être apparu au Miocène.

## Liste d'espèces
Selon World Register of Marine Species (25 avril 2014) :
- Microcyphus annulatus Mortensen, 1904 -- Australie du sud et Tasmanie (5-80 m)
- Microcyphus ceylanicus Mortensen, 1942 -- Océan Indien nord-est
- Microcyphus compsus H.L. Clark, 1912 -- Australie du sud et Tasmanie (40-235 m)
- Microcyphus excentricus Mortensen, 1940 -- Philippines (peut-être jusqu'en Nouvelle-Calédonie)
- Microcyphus keiensis Mortensen, 1942 -- Îles Kei
- Microcyphus maculatus L. Agassiz in L. Agassiz & Desor, 1846 -- Maurice et nord de l'Australie (0-3 m)
- Microcyphus olivaceus (Döderlein, 1885) -- Japon
- Microcyphus rousseaui L. Agassiz in L. Agassiz & Desor, 1846 -- Océan Indien occidental et Mer Rouge
- Microcyphus zigzag L. Agassiz in L. Agassiz & Desor, 1846 -- Australie du sud et Tasmanie (0-40 m)
- Microcyphus javanus Jeannet, in Lambert & Jeannet, 1935 † (Miocène, Java)
- Microcyphus melo Jeannet, in Lambert & Jeannet, 1935 †

L'Echinoid Directory y ajoute : 
- Microcyphus impressus Koehler, 1927 -- Andaman
- Microcyphus viridis Mortensen, 1942 -- Sumatra
- Microcyphus molengraaffi (Jeannet, in Jeannet & Martin, 1937) † (Pliocène, Indonésie)

Le symbole † indique un taxon éteint.

Microcyphus annulatus (NHMD)
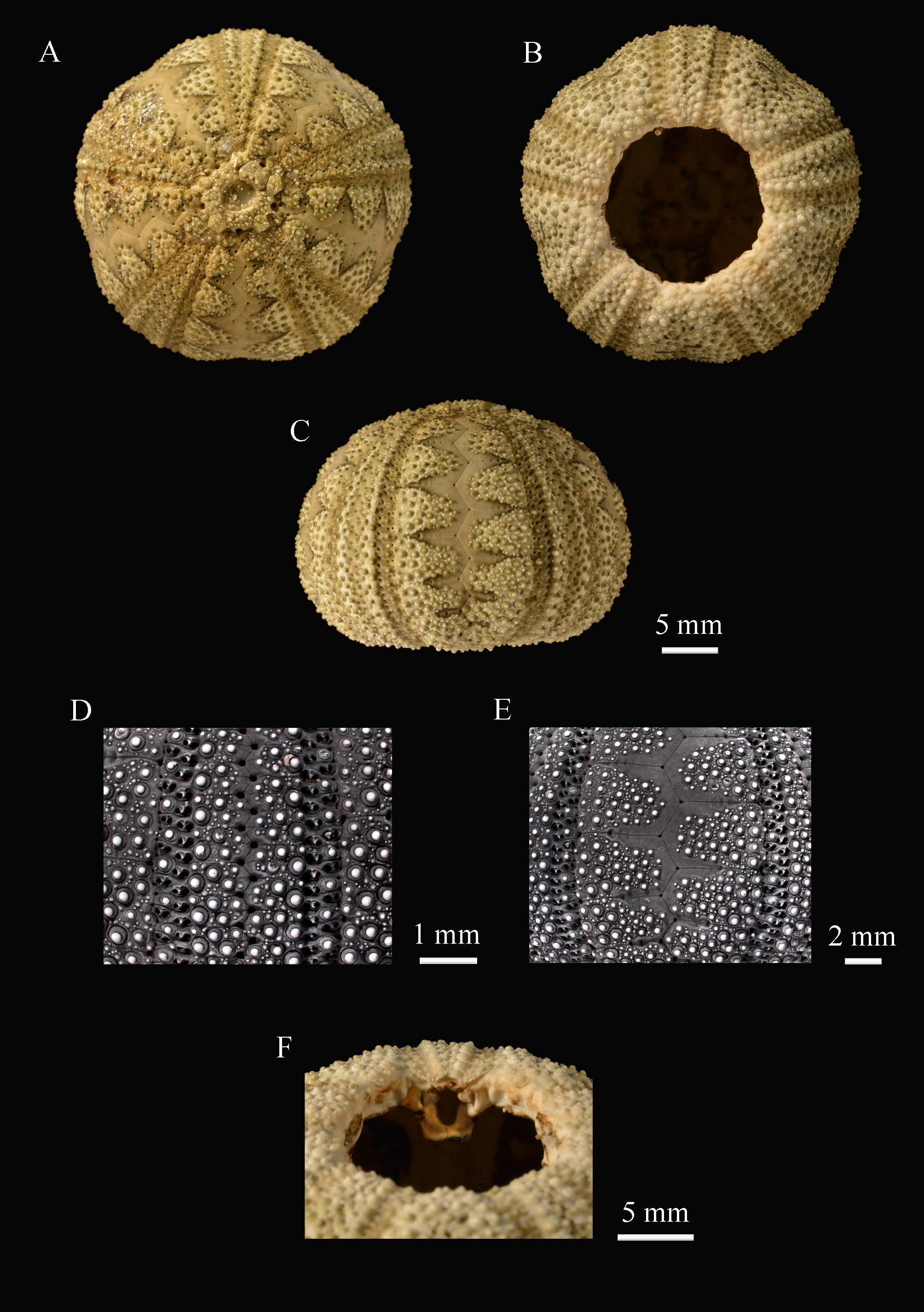
Microcyphus ceylanicus ((WUSL)
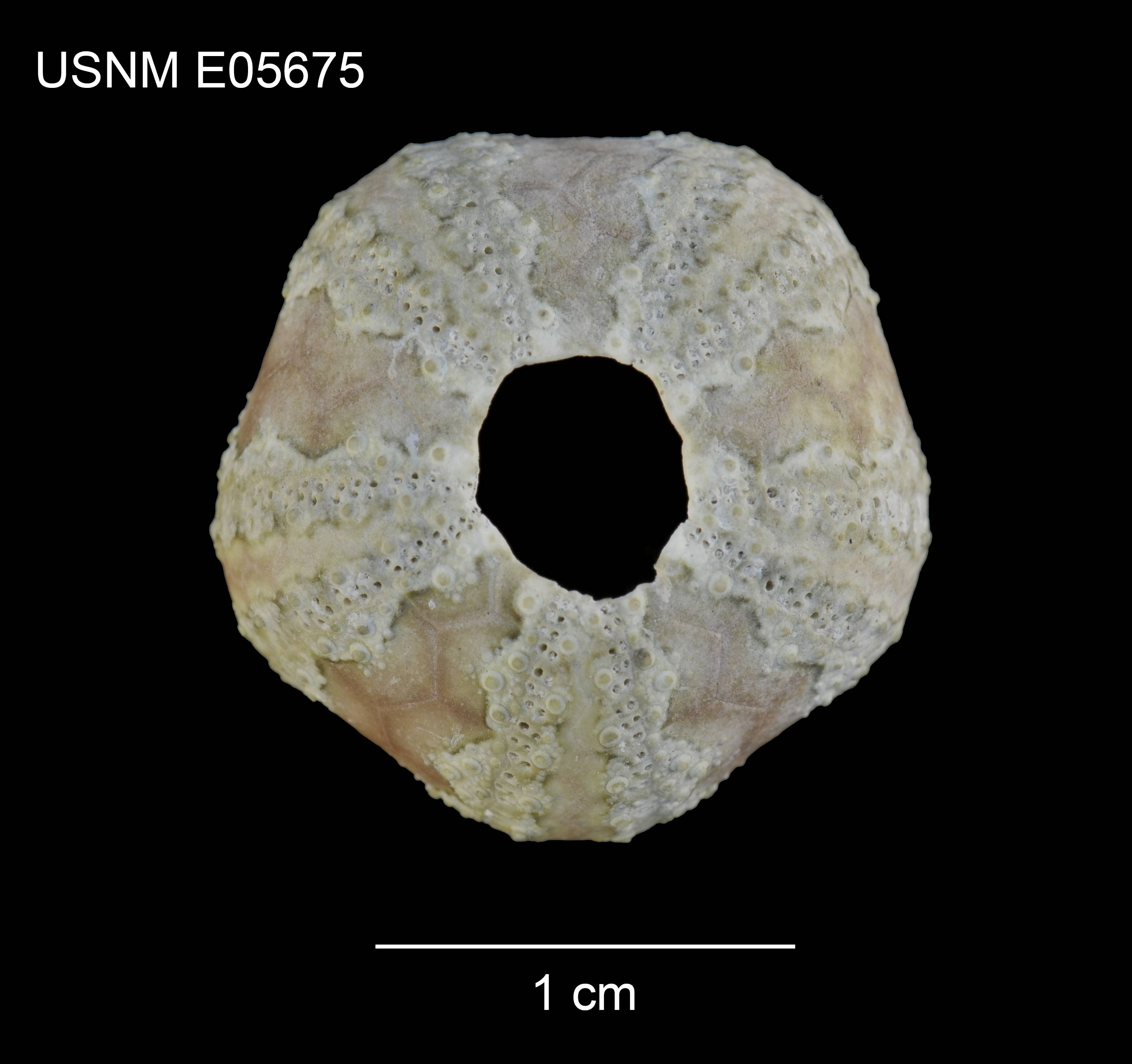
Microcyphus excentricus (USNM)
Microcyphus keiensis (NHMD)
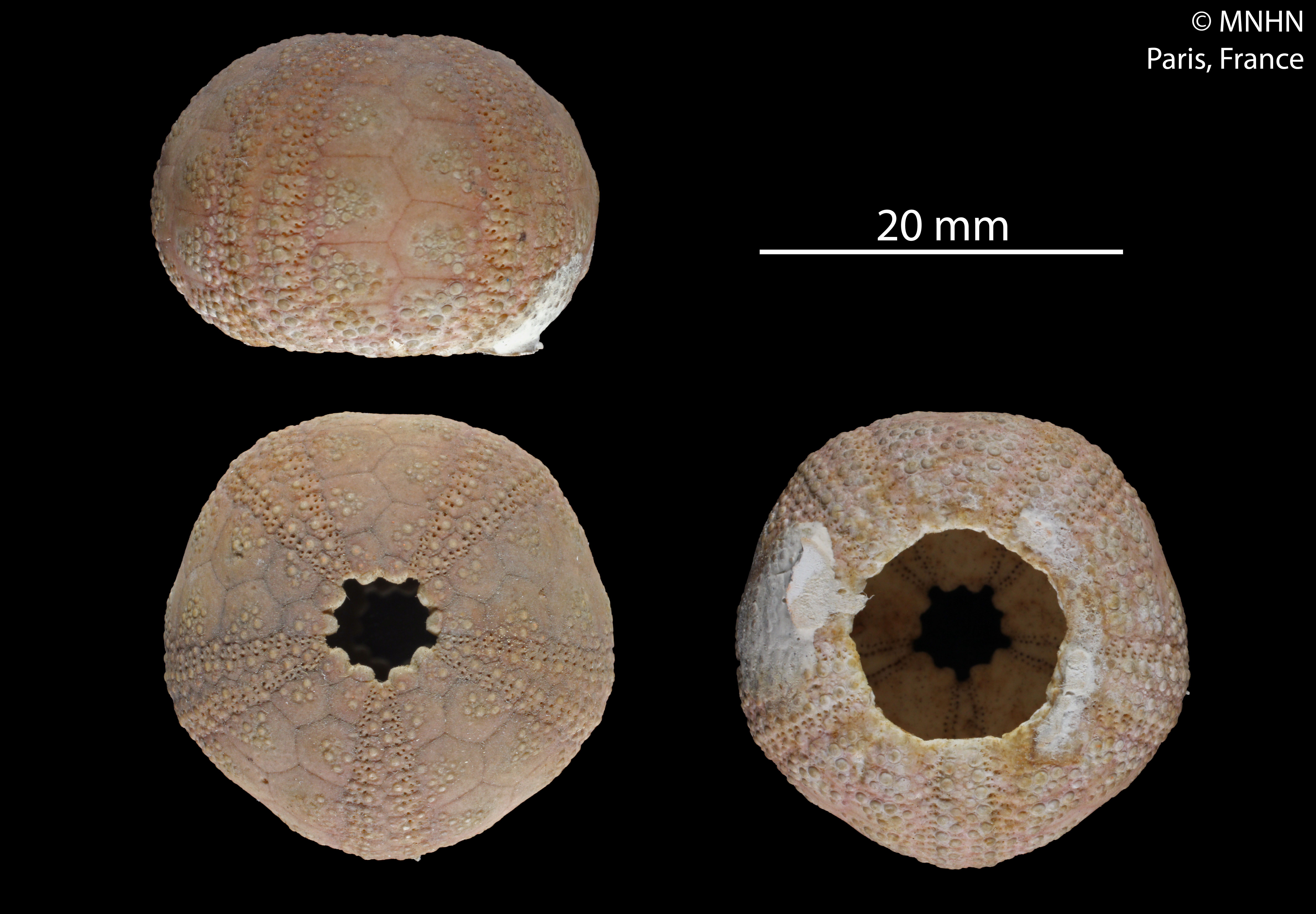
Microcyphus maculatus (MNHN)
Microcyphus olivaceus (NHMD)
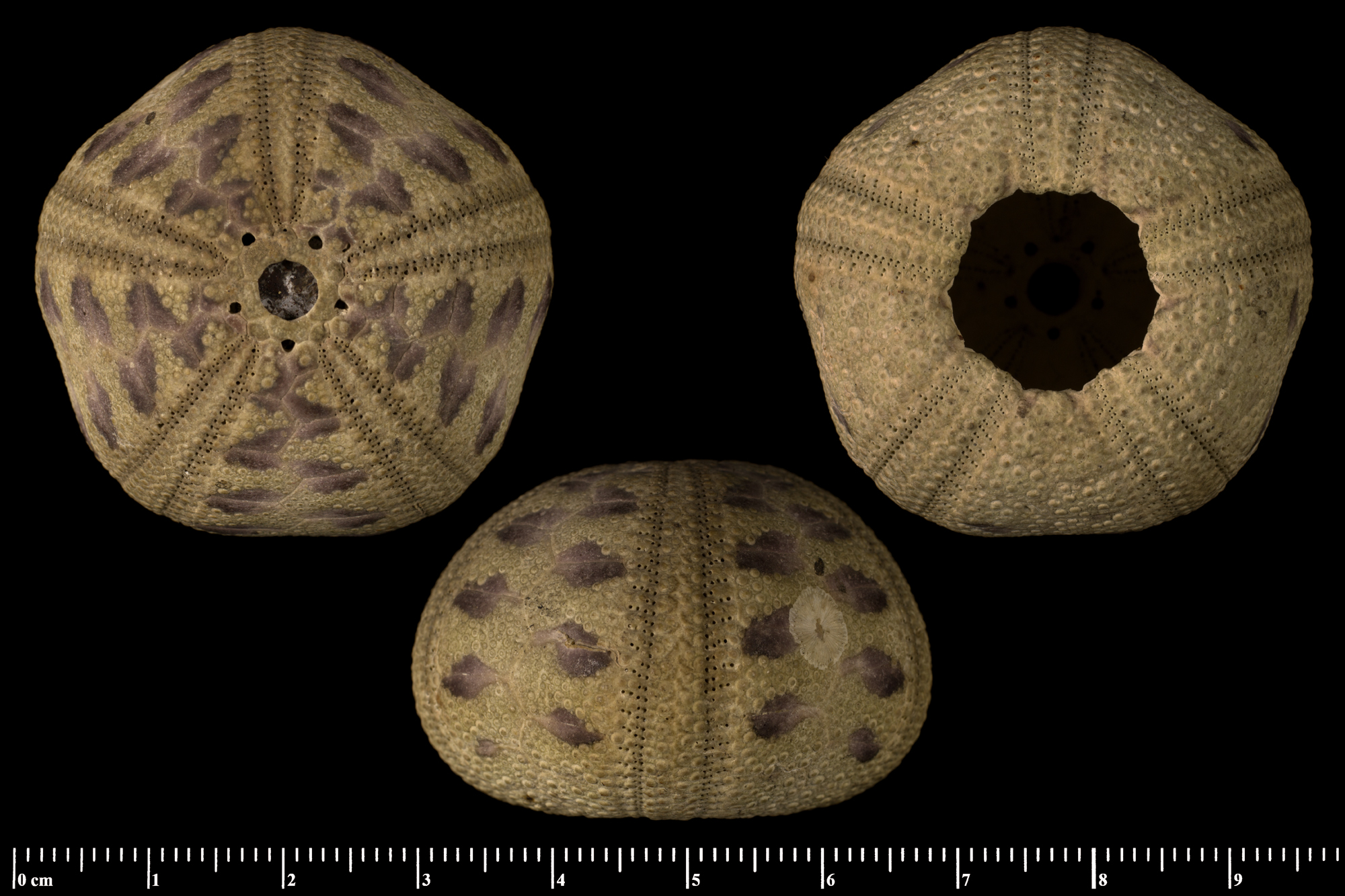
Microcyphus rousseaui (MNHN)
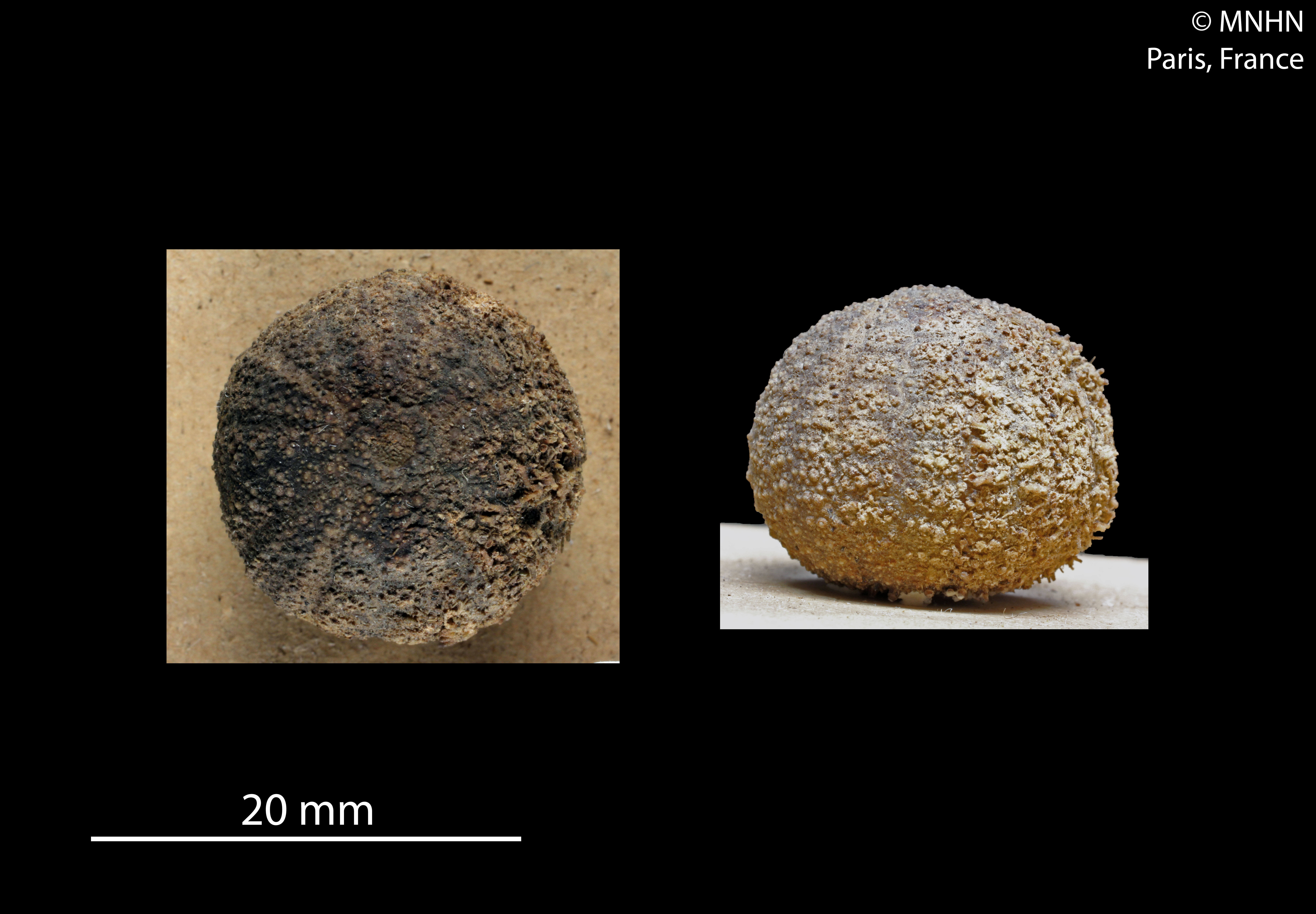
Microcyphus zigzag (MNHN)